# Дан Стефанов
Дан Стефанов е български лекар (Денчо Николов Стефанов) и натурализиран американец (на английски: Dan N. Steffanoff).

## Биография
Роден е през 14 юни 1904 г. в София. На 5 г. възраст семейството му се мести във Варна.
През 1925 г. пристига гр. Уеган при вече установил се негов вуйчо, собственик на българска хлебарница и ресторант. От 1929 – 1934 г. следва медицина в Орегонския университет за здраве и наука (Oregon Health & Science University). През 1934 г. завършва. Придобива и диплома за зъболекар. Работи в Хонолулу. През Втората световна война е мобилизиран като военен лекар. Минава през лазаретите в Нова Гвинея, Нова Зеландия, Филипините, Австралия. Ръководи екипи за лицева хирургия. През 1958/9 е председател на Oregon Society of Clinical Hypnosis. Член на Northwest Society of Plastic Surgeons. През 1970/2 г. е председател на дружество за хирургия (American Society of Maxillofacial Surgeons).
Пенсионира се на 1 януари 1978 г.
Хобито му е било лютиерство.
Пише научни статии.
Женен за Хелън Люиз Шупел (на английски: Hellen Louise Schuppel) (1902 Денвър–1987), учителка, масонка, ротарианка. Има дъщеря Нанси (1936) (на английски: Nancy Oswald) в Уилсънвил (град, Орегон) и син Ники (1939) (на английски: Nick) в Портланд. Имат 5 внука и 4 правнука.
Умира на 1 декември 1993 г.(89 г.) в Кътидръл Сити (Калифорния).